# Haute École de Gand
La Haute École de Gand (en néerlandais : Hogeschool Gent) est, avec un budget de 110 000 000 euros et plus de 15 000 étudiants, la plus importante Haute école de Belgique. Située à Gand (Flandre), elle a été fondée en 1995 à la suite de la fusion de quinze établissements d'enseignement supérieur non universitaire. 

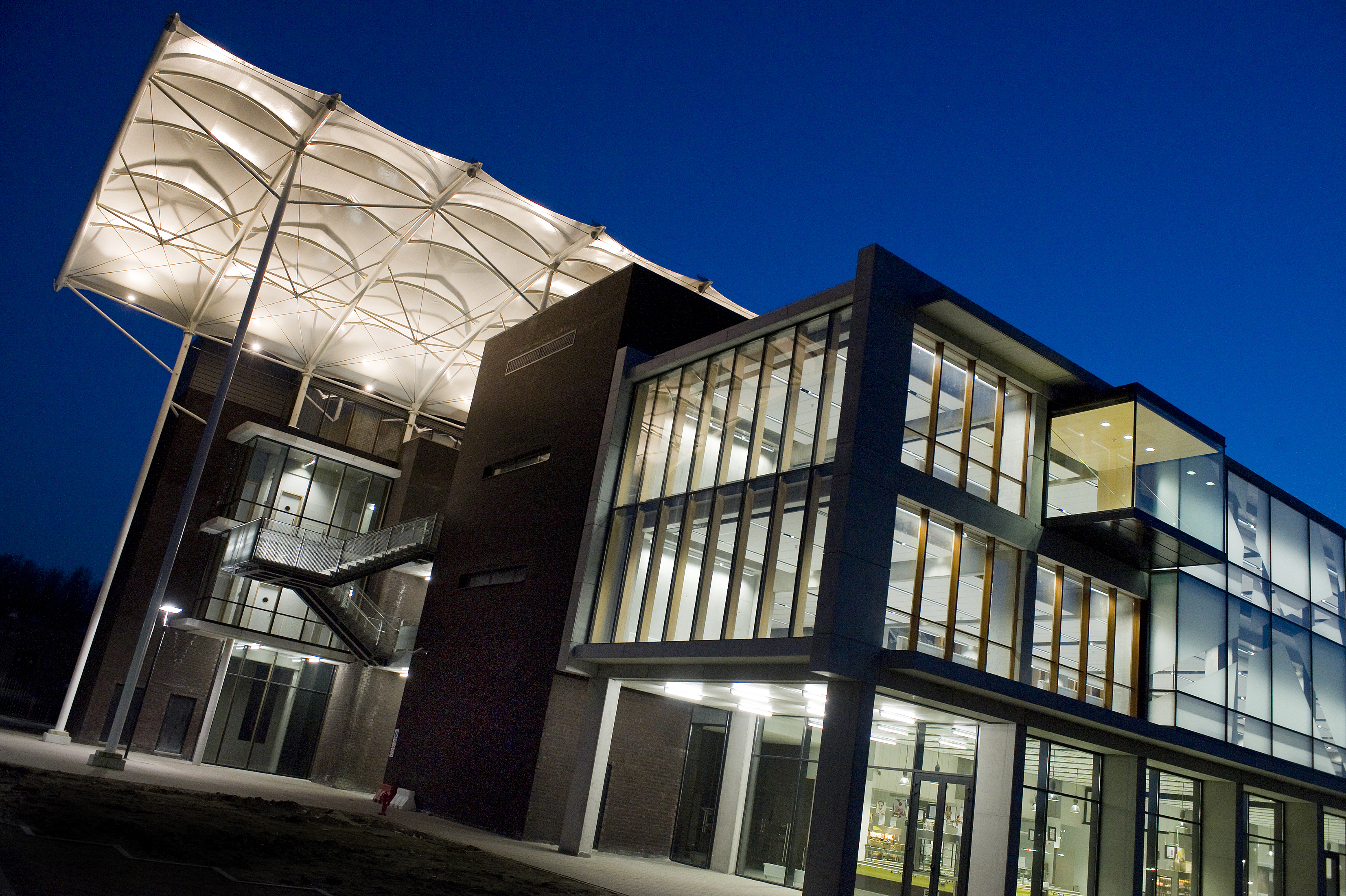
Bâtiment D du campus Schoonmeersen.

## Histoire
La fusion de divers établissements d'enseignement supérieur s'inscrit dans une politique globale de la Communauté flamande visant à regrouper, par province, les hautes écoles des réseaux officiels (les établissements publics), qu'elles aient à l'origine relevé de la Communauté flamande, des municipalités ou des provinces. Les groupements ainsi formés, au nombre de cinq, constituent chacun une Vlaamse Autonome Hogeschool (en abrégé VAH), la Haute école de Gand étant une de ces cinq VAH, pour la province de Flandre-Orientale. Les VAH disposent d'une certaine autonomie et n'appartiennent plus à aucun réseau d'enseignement au sens classique.
La première fusion eut lieu en 1995, à la suite du décret sur les hautes écoles, le Hogescholendecreet, de 1994, et conduisit treize hautes écoles, appartenant au réseau municipal ou de Communauté, pour la plupart gantoises, à se regrouper pour constituer la Hogeschool Gent. L'offre d'enseignement fut remanié en onze départements, tous localisés à Gand, hormis un seul à Alost. La deuxième fusion se fit en 2001 entre la Haute école de Gand et l'école Mercator, qui faisait partie auparavant du réseau provincial. La Haute école de Gand compte depuis l'année académique 2001-2002 treize départements et sept campus.
Afin de mettre en œuvre la réforme dite de Bologne, une série d'associations impliquant chacune une université et plusieurs hautes écoles ont été créées. En 2003, la Hogeschool Gent s'est ainsi associée, conjointement avec la Hogeschool West-Vlaanderen (Flandre-Occidentale) et la haute école Artevelde (v. ci-dessous), avec l'université de Gand.

## Départements
La Hogeschool Gent est, en raison même de sa genèse, une institution multisectorielle offrant un éventail large et divers de formations. Elle se compose de treize départements : 
- l'Académie royale des beaux-arts (Koninklijke Academie voor Schone Kunsten - KASK Gent)
- « Conservatoire royal (Koninklijk Conservatorium) »

Ces deux derniers sont regroupés dans le cadre de la « School of Arts ».
- « Gestion d'entreprise » (Bedrijfskunde), à Alost
- « Information d'entreprise » (Bedrijfsinformatie)
- « Gestion d'entreprise Mercator » (Bedrijfsmanagement Mercator)
- « Sciences de la vie et Aménagement paysager » (Biowetenschappen en Landschapsarchitectuur)
- « Soins de santé » (Gezondheidszorg Vesalius)
- « Sciences commerciales et Administration » (Handelswetenschappen en Bestuurskunde)
- « École normale » (Lerarenopleiding Ledeganck)
- « Socio-pédagogie » (Sociaal Agogisch Werk)
- « Technologie »
- « Formations d'ingénieur industriel » (Toegepaste Ingenieurswetenschappen)
- « Traductologie » (Vertaalkunde).